# خوليو بورتر
خوليو بورتر (بالإسبانية: Julio Porter)‏ هو كاتب سيناريو ومخرج وممثل أرجنتيني، ولد في 14 يوليو 1916 ببوينس آيرس في الأرجنتين، وتوفي في 24 أكتوبر 1979 بمدينة مكسيكو في المكسيك.

## وصلات خارجية
- خوليو بورتر على موقع IMDb (الإنجليزية)
- خوليو بورتر على موقع ألو سيني (الفرنسية)
- خوليو بورتر على موقع أول موفي (الإنجليزية)
- خوليو بورتر على موقع كينوبويسك (الروسية)